# Antipodismo
El antipodismo es una especialidad circense que se realiza de espaldas al suelo con las piernas en el aire y que permite balanceos acrobáticos, así como manipulación y malabares con los pies y otras partes del cuerpo además de las manos. Un antípoda puede hacer girar objetos o personas en el aire usando solo un pie.

## Descripción

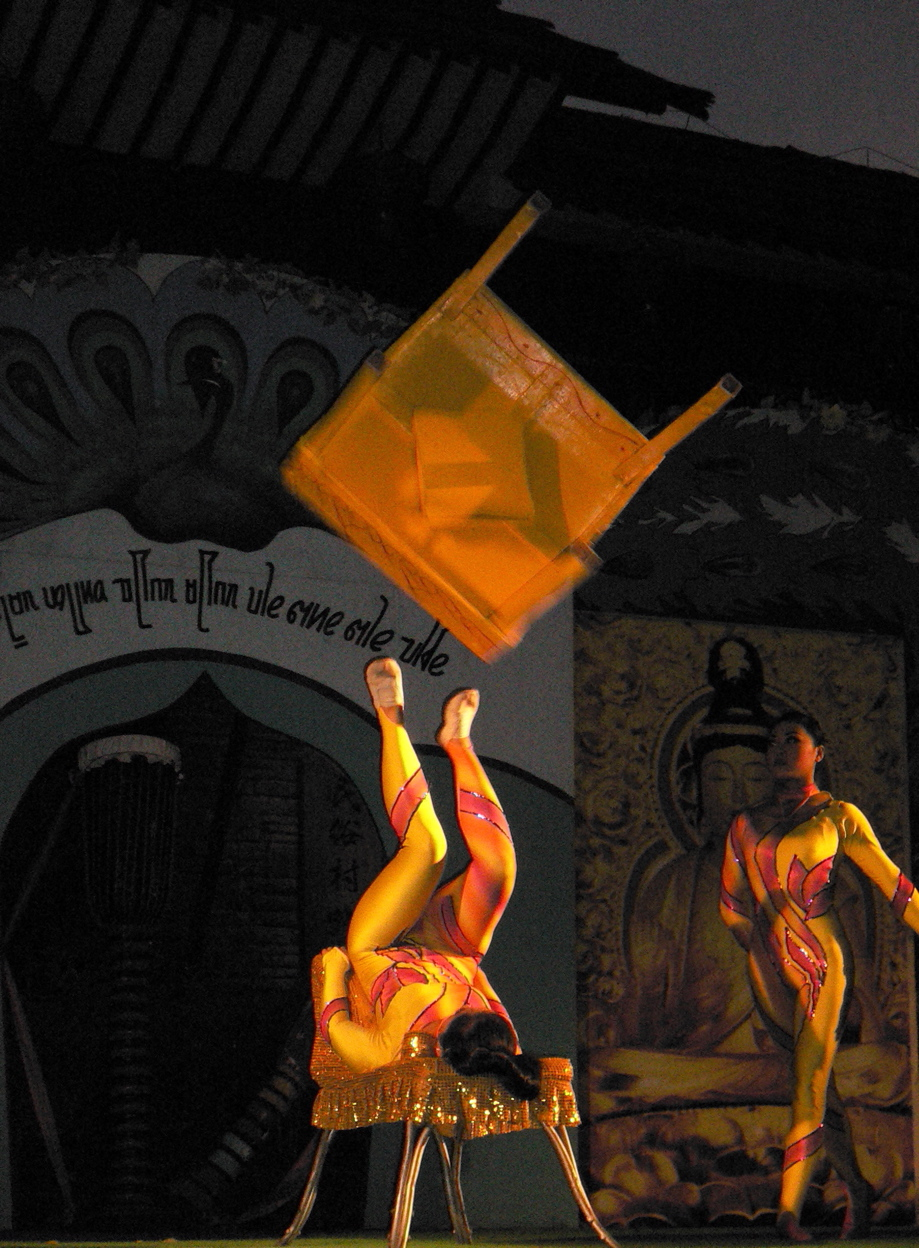
Persona realizando antipodismo con una mesa.

Cuando el acto es puramente acrobático, sin hacer malabarismos o equilibrado con objetos, se le denomina juegos icarios, acto de Risley o simplemente Risley en honor de Richard Risley Carlisle (1814-1874) quien desarrolló este tipo de número en los Estados Unidos.
El antipodismo se practica generalmente sobre un soporte específico llamado "trinka" o diván en francés, para el apoyo de la espalda y cuyo origen es incierto.
La práctica se conoce desde el siglo X en China y se encuentra en rituales en el México prehispánico.